# 근로 장려 세제
근로 장려 세제(勤勞奬勵稅制, 영어: earned income tax credit, EITC)는 사회보험이나 국민기초생활보장제도의 혜택을 받지 못하는 저소득 근로자에게 정부가 생계비 등을 보조해주는 세금 제도이다. 세금을 걷는 것이 아니라 반대로 지원해주기 때문에 마이너스 소득세라고도 한다. 1975년 미국에서 최초로 도입된 제도로서, 근로의욕을 높이는 효과가 있다.

## 개요
1969년 리처드 닉슨 대통령은 가족 지원 계획을 제안했는데, 여기에는 마이너스 소득세의 형태로 최소한의 소득을 보장하는 것이 포함되어 있었다. 하원은 이 계획을 통과시켰지만, 상원은 통과시키지 않았다. 1972년 대통령 선거운동 기간 동안 조지 맥거번은 모든 미국인에게 1,000달러의 보조금을 제안했다. 이 시기에 비평가들은 사람들이 생계를 위해 일할 필요가 없다는 것을 암시하는 것에 대해 불평했고, 이 프로그램이 너무 적은 오명을 가지고 있다고 보았다. 이 시기에 하와이는 공공 지원을 위한 거주 요건이 확립되어 있었고, 한 하와이 주 상원의원은 이것이 "낙원에 사는 기생충들"을 억제하기 위해 필요하다고 제안했다.
1975년 조세감면법의 일환으로 러셀 롱이 제안하고 제럴드 포드 대통령이 법으로 서명한 EITC는 특정 개인에게 소득공제 혜택을 제공한다. 제정 당시 EITC는 한 명 이상의 부양가족이 있고, 가구를 유지하며, 한 해 동안 8,000달러 미만의 근로소득을 가진 개인에게 세액공제 혜택을 주었다. 근로소득이 4,000달러 미만인 개인의 경우 세액공제 혜택을 400달러로 하였다. 한 해 동안 소득이 4,000달러에서 7,999달러 사이인 개인의 경우 세액공제 혜택을 400달러 미만의 금액이었다.
초기의 EITC는 널리 알려진 1986년의 조세 개혁법을 포함하여 여러 차례의 조세 입법에 의해 확대되었고, 법 전반이 세금을 인상(1990, 1993)하든, 세금을 인하(2001)하든, 또는 기타 공제 및 공제를 제거(1986)하든에 관계없이 1990, 1993, 2001, 2009년에 더욱 확대되었다. 1993년에 빌 클린턴 대통령은 EITC를 3배로 증가시켰다. 오늘날 EITC는 미국에서 가장 큰 빈곤 퇴치 도구 중 하나이다. 또한 EITC는 주로 "노동을 촉진하고 지원하는" 데 사용된다. 빈곤율을 포함한 대부분의 소득 측정은 신용을 설명하지 않는다.
자격을 갖춘 자녀는 한 사람의 딸, 아들, 의붓 자녀 또는 기타 후손(손자, 증손자 등)이거나 한 사람의 형제, 자매, 이복 자매, 이복 형제, 의붓 형제, 의붓 자매 또는 기타 후손(조카, 조카, 증손자, 증손자 등)일 수 있다. 자격을 갖춘 자녀는 법적으로 배치된 경우 입양 절차에 있을 수도 있다. 위탁 자녀는 자녀가 공식적으로 배치되었거나 확장 가족의 구성원인 경우에도 포함된다. 더 어린 편부모는 일부 확장 가족 상황에서 발생할 수 있는 부모 또는 다른 나이 든 친척의 자격을 갖춘 자녀로서도 EITC를 청구할 수 없다. 이 제한은 자녀가 있는 EITC를 청구하는 부부에게는 적용되지 않으며, 한 명 또는 두 명의 배우자가 19세 미만인 경우에도 적용되지 않는다.
EITC를 주장하는 사람은 과세 연도의 "영구적이고 완전한 장애인"으로 분류되지 않는 한 적격한 자녀보다 나이가 많아야 한다(의사는 1년 또는 그 이상). 적격한 "자녀"는 18세까지 그리고 포함할 수 있다. 정규직 학생인 적격한 "자녀"는 23세까지 그리고 포함할 수 있다. 그리고 "영구적이고 완전한 장애인"으로 분류된 사람(1년 또는 그 이상)은 모든 나이가 될 수 있고 다른 요구 사항이 충족된다면 적격한 "자녀"로 간주된다. 부모들은 조정 총 소득이 더 높은 연장 가족 구성원에게 올해의 신용을 면제하지 않는 한 적격하다면 자신의 자녀(자녀)를 주장한다. EITC에 대한 지원 시험은 없다. 6개월 + 1일 공유 거주 시험이 있다.
2009년 미국회수 및 재투자에 관한 법률에서 EITC는 부부 및 3명 이상의 자녀를 둔 가족이라는 두 특정 그룹에 대해 한시적으로 확대되었으며, 이러한 확대는 H.R. 4853, 조세구제, 실업보험 재승인 및 2010년 고용창출에 관한 법률에 의해 2012년 12월까지 연장되었다. 2010년, 2011년, 2012년 및 2013년 신고 시즌에 유효한 EITC는 다음과 같이 납세자를 지원했다:
- 3명 이상의 자녀를 가진 가족들을 위해 EITC의 새로운 범주 또는 "3등급"을 만듦으로써 더 큰 가족들을 위한 혜택을 증가시킨다. 이 등급에서, 신용은 소득의 45% (40%에서 증가)로 단계적으로 진행되며, 사실상 이 가족들의 최대 신용은 600달러 가까이 증가한다.
- EITC가 단계적으로 부부간에 감면을 시작하는 소득 기준을 미혼 신청자의 소득 기준보다 5,000달러 더 높게 함으로써, MFJ 신청자들에게 더 긴 감면 기간을 제공한다. 부부간에 혼인 신고를 위한 합산된 감면 범위와 단계적 감면 범위는 여전히 미혼 신청자들의 경우보다 두 배가 되지 않으므로, 예전보다 더 적은 혼인 감면이 여전히 존재한다.

2022년 현재 캘리포니아, 콜로라도, 코네티컷, 델라웨어, 컬럼비아 특별구, 하와이, 일리노이, 인디애나, 아이오와, 캔자스, 루이지애나, 메인, 메릴랜드, 매사추세츠, 미시간, 미네소타, 몬태나, 네브라스카, 뉴저지, 뉴멕시코, 뉴욕, 오하이오, 오클라호마, 오레곤, 로드아일랜드, 사우스캐롤라이나, 버몬트, 버지니아, 워싱턴, 위스콘신 등 30개 주와 DC가 주 EITC를 제정했다. 이들 주 EIC 중 일부는 환불이 가능하고, 일부는 환불이 불가능하다. 이 외에도 샌프란시스코, 뉴욕시, 메릴랜드주 몽고메리 카운티 등에서 소수의 소규모 지역 EITC가 제정되었다.

## 근로 소득
근로 소득(earned income)은 미국 내국세입법에 의해 개인의 노력을 통해 얻은 소득으로 정의되며 소득의 주된 출처는 이를테면 다음과 같다.
- 임금, 급여, 팁, 수수료 및 기타 과세 대상 직원 급여.
- 자영업으로부터 얻은 순수 소득.
- 법에 명시된 고용인으로서 받은 총 소득.[3]
- 최소 정년(2011년 62세) 이전에 수령한 민간고용주 장애계획을 통한 장애급여.

## 영향

### 복지혜택

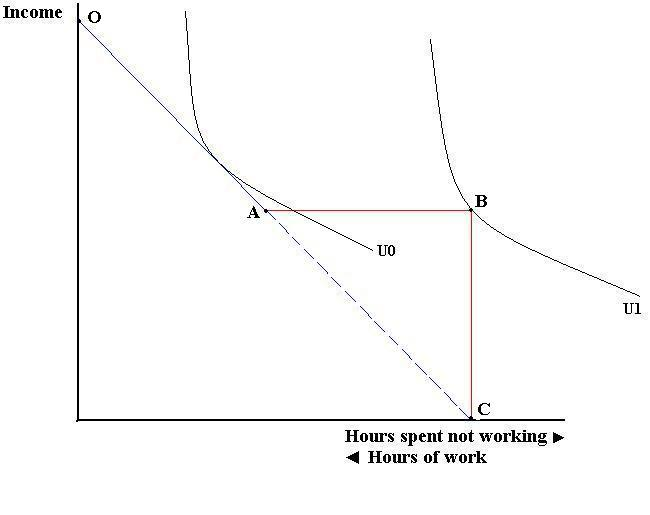
전통적 복지 하에서 달러당 편익의 감소는 소득의 증가에 해당한다. 표준 무관심 곡선 분석은 이것이 OABC의 "급격한" 예산 제약을 발생시켜 개인의 효용극대화 묶음이 일을 포함하지 않을 가능성을 매우 높게 만든다는 것을 보여준다.

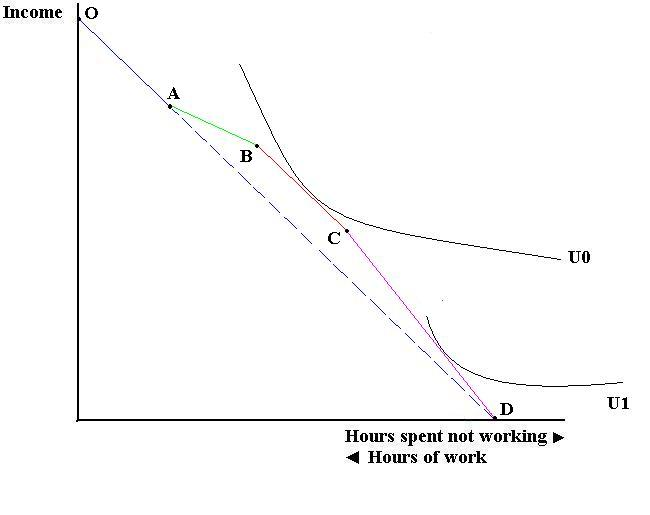
EITC는 전통적인 복지와 달리 OABCD의 "원활한" 예산 제약을 발생시켜 이론적으로 개인의 효용 극대화 번들이 일부 시간의 노동을 포함할 가능성을 훨씬 더 높인다.

EITC는 2013년 560억 달러를 들여 메디케이드(2,750억 달러의 연방정부 지출과 1,270억 달러의 주정부 지출)와 식품 스탬프(780억 달러)에 이어 미국에서 세 번째로 큰 사회복지 프로그램이다. 2010년 거의 2,700만 가구가 EITC를 통해 560억 달러 이상의 급여를 받았다. 이러한 EITC 달러는 미국에서 가장 급여가 낮은 근로자들의 삶과 지역사회에 상당한 영향을 미쳐 그들이 지불했을지도 모르는 급여 세금을 상당 부분 상환했다. EITC는 미국에서 가장 효과적인 사회복지 프로그램 중 하나이다. 인구조사국은 빈곤에 대한 대안 계산을 사용하여 2010년에 EITC가 빈곤선 위로 540만 달러를 인상한 것으로 나타났다.
EITC와 다른 소비 진작 정책의 효과는 보다 최근의 엄격한 연구들에 의해 도전을 받아왔다. Haskell (2006)은 일시불로 세금을 공제 받는 사람들의 독특한 소비 패턴과 점점 더 세계적으로 소비재 공급망이 높은 지역화된 승수를 생산하는 것과 역효과를 낸다는 것을 발견했다. 그는 지역 승수 효과를 1.07에서 1.15 사이 어딘가에 위치시키며, 이는 전형적인 경제적 수익과 더 일치한다. 승수가 더 낮은 것은 받는 사람들이 농산물이나 식당 방문과 같은 지역에서 생산되는 제품과 서비스에 비해, 전형적으로 다른 곳에서 생산되는 "큰 표" 내구재 구매를 강조하기 때문이다. 그러나 Haskell은 한 가지 긍정적인 점을 지적한다: 자동차, 학교 등록금 또는 의료 서비스와 같은 사회적 이동성을 촉진하는 큰 표 구매에 저축 또는 투자를 위해 그 신용을 사용하는 받는 사람들로부터 아마도 더 중요한 혜택이 있을 것이다.
그 구조상 EITC는 하위 2분위, 즉 가구의 0~40%에 해당하는 저소득층에 대한 지원을 표적으로 삼는 데 효과적이다. 이에 비해 최저임금 근로자의 30%만이 연방 빈곤선 근처 또는 아래의 가정에 거주하는데, 대부분이 학업이나 가족소득을 보충하는 청소년, 청년, 학생, 배우자이기 때문이다. 최저임금 반대론자들은 EITC를 조정하는 것보다 빈곤층을 돕는 것이 덜 효율적인 수단이라고 주장한다.
EITC는 언덕 위로 올라가거나, 고원을 따라 이동한 다음, 언덕 위로 올라간 것보다 더 천천히 내려가는 그래픽 혜택 패턴을 따른다. 예를 들어, 자격을 갖춘 두 자녀를 두고 연간 소득이 7,000달러인 부부는 (언젠가?) 2,810달러의 EITC를 받게 된다. 15,000달러에 이 부부는 5,036달러(평원)의 EITC를 받게 된다. 그리고 25,35,000달러에 두 자녀를 둔 부부는 각각 4,285달러와 2,179달러의 EITC를 받게 된다.
독신인 사람(한부모, 이모, 삼촌, 조부모, 형 등)은 같은 비율로 언덕을 올라가며 고원에서 자격을 갖춘 두 자녀에 대해 $5,036의 최대 EITC를 받게 된다. 그러나 독신인 사람은 고원이 더 짧다. 따라서 자격을 갖춘 두 자녀와 소득이 $25,35,000인 독신인 사람은 각각 $3,230와 $1,124의 EITC를 받게 된다.
EITC는 1명의 자격을 갖춘 자녀를 둔 경우 16%, 2명의 자녀와 3명 이상의 자녀를 둔 경우 21%로 단계적으로 진행된다. 따라서 실제 근로소득은 항상 50달러씩 추가로 지급되는 것이 바람직하다.
부부 공동 신청을 위한 그래픽 플래토 범위는 다른 신청 자격의 플래토 범위보다 5천 달러 더 오래 지속되므로 일부 소득 범위에서는 MFJ가 유리할 수 있다. 독신, 가구주 및 적격 미망인(er)은 모두 동등하게 유효하고 EITC를 청구할 수 있는 자격이 있는 신청 자격이다. 유일한 자격을 박탈하는 자격은 부부 공동 신청이다. 그러나 부부가 법적으로 결혼을 했고 둘 다 동의한다면 1년 동안 떨어져 살더라도 부부 공동 신청을 할 수 있다.

### 건강에 미치는 영향
2016년 EITC의 검토와 EITC에 대한 주별 매칭은 산모의 정신 건강, 저체중아 출산 및 염증과 관련된 기타 건강 지표에 상당한 영향을 미치는 것으로 나타났다.

### 일하는 엄마들
2020년 연구에 따르면, EITC의 도입은 모성 고용을 6% 증가시켰다. EITC는 육아 지원금이나 육아휴직이 없음에도 불구하고 미국의 모성 고용 수준이 높은 이유를 설명할 수 있다.

## 나라별 현황

### 대한민국
대한민국에서는 2009년부터 아시아 최초로 시행되었으며, 흔히 근로장려금이라 불린다.
- 지원요건: 거주자를 포함한 1세대의 가구원 구성에 따라 정한 부부합산 총급여액 등을 기준으로 지급됨. 2023년 귀속분 총소득기준, 단독가구는 총소득기준금액 2,200만원 미만, 홑벌이가구는 총소득기준금액 3,200만원 미만, 맞벌이가구는 총소득기준금액 3,800만원 미만이어야 지급가능.

| 귀속연도  | 재산요건         | 주택요건                                    | 대상요건                                                                        |
| 2008~2010 | 1억원 미만       | 무주택 또는 5천만원이하 1주택 포함          | 신청일 직전연도에 국민기초생활보장 주거ㆍ생계ㆍ교육급여 3개월 이상 받은 자 제외 |
| 2011      | 1억원 미만       | 무주택 혹은 기준시가 6천만원이하 1주택 포함 | 보험 모집원과 방문판매원 포함                                                   |
| 2012      | 1억원 미만       | 무주택 혹은 기준시가 6천만원이하 1주택 포함 | 신청연도 3월 중 국민기초생활보장 주거,생계급여받은 자 제외                      |
| 2013      | 1억 4천만원 미만 | 무주택 또는 1주택(주택가격 기준 폐지)       | -                                                                               |
| 2014      | 1억 4천만원 미만 | 무주택 또는 1주택(주택가격 기준 폐지)       | 기초생활수급자 포함(2014년 적용, 자녀장려금 수급불가)                           |
| 2015      | 1억 4천만원 미만 | 무주택 또는 1주택(주택가격 기준 폐지)       | 고소득 전문직 제외한 자영업자 확대 적용(2015년 적용)                            |
| 2016~2017 | 1억 4천만원 미만 | 폐지                                        | -                                                                               |
| 2018~2021 | 2억원 미만       | -                                           | -                                                                               |
| 2022~2023 | 2억 4천만원 미만 | -                                           | -                                                                               |
| --------- | ---------------- | ------------------------------------------- | ------------------------------------------------------------------------------- |

- 지원금액: 2023년 귀속분 기준으로 단독가구는 최대 165만원, 홑벌이가구는 최대 285만원, 맞벌이가구는 최대 330만원까지 지급함.

### 영국
영국에서는 2003년 4월 WTC(Working Tax Credit)로 도입되었으며,미국의 EITC와 다르게 근로여부, 근로시간, 소득수준등을 고려하여 수혜여부를 결정함. 근로자 또는 자영업자 모두 신청가능하며,자녀유무, 장애, 재취업상태등에 따라 자격요건이 상이함.
- 지원요건: 만25~59세는 최소 주30시간이상, 만 60세이상과 장애인은 주16시간이상
- 지원금액: 2013년 기준으로 기본요소는 GBP 1920,부부요소는 GBP 1970,한부모요소는 GBP 1970,30시간요소 GBP 790,장애요소 GBP 2885까지 수급가능함.

### 캐나다
캐나다에서는 2007년 WITB(Working Income Tax Credit)로 도입. 2018년에 캐나다 근로자 혜택(CWB)이라는 이름으로 재 도입되었다

## 같이 보기
- 음의 소득세
- 노동 빈곤층
- 국민기초생활보장